# Baron Mottistone
Baron Mottistone, of Mottistone in the County of Southampton, ist ein erblicher britischer Adelstitel in der Peerage of the United Kingdom.
Familiensitz der Barone ist The Old Parsonage, in Mottistone auf der Isle of Wight.

## Verleihung

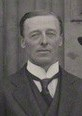
J. E. B. Seely, 1909

Der Titel wurde am 21. Juni 1933 für den Militär und liberalen Politiker J. E. B. Seely geschaffen. Dieser war von 1912 bis 1914 Secretary of State for War. Im Ersten Weltkrieg diente er als Offizier, zuletzt als Major General. Er war der vierte Sohn von Sir Charles Seely, 1. Baronet – daher steht der jeweilige Baron auch nachrangig in der Erbfolge auf dessen 1896 geschaffene Baronetcy, of Sherwood Lodge and Brooke House.

## Liste der Barone Mottistone (1933)
- John Edward Bernard Seely, 1. Baron Mottistone (1868–1947)
- Henry John Alexander Seely, 2. Baron Mottistone (1899–1963)
- Arthur Patrick William Seely, 3. Baron Mottistone (1905–1966)
- David Peter Seely, 4. Baron Mottistone (1920–2011)
- Peter John Philip Seely, 5. Baron Mottistone (1949–2013)
- Christopher David Peter Seely, 6. Baron Mottistone (* 1974)

Mutmaßlicher Titelerbe (Heir Presumptive) ist der jüngere Bruder des jetzigen Barons, Hon. Richard William Anthony Seely (* 1988).